# 1046

## Události
- Založení obce Blatnice pod Svatým Antonínkem.
- Zahájena synoda v Sutri

## Narození
- 8. května – Konstancie Burgundská, královna Kastilie a Leónu († 1093)
- ? – Matylda z Canossy, markraběnka toskánská († 24. července 1115)
- ? – Bernard z Tironu, katolický světec, zakladatel tironské kongregace benediktinského řádu († 25. dubna1117)
- ? – Ingegerda Norská, dánská a švédská královna († po 1118)

## Hlavy států
- České knížectví – Břetislav I.
- Svatá říše římská – Jindřich III. Černý
- Papež – Řehoř VI. – Klement II.
- Galicijské království – Ferdinand I. Veliký
- Leonské království – Ferdinand I. Veliký
- Kastilské království – Ferdinand I. Veliký
- Navarrské království – García V. Sánchez
- Aragonské království – Ramiro I.
- Barcelonské hrabství – Ramon Berenguer I. Starý
- Hrabství toulouské – Pons
- Lotrinské vévodství – Gotzelo II. – Fridrich II. Lucemburský x Gottfried III. Vousatý
- Francouzské království – Jindřich I.
- Skotské království – Macbeth I.
- Anglické království – Eduard III. Vyznavač
- Dánské království – Magnus I. Dobrý
- Norské království – Magnus I. Dobrý + Harald III. Hardrada
- Švédské království – Jakob Anund
- Polské knížectví – Kazimír I. Obnovitel
- Uherské království – Petr Orseolo – Ondřej I.
- Byzantská říše – Konstantin IX. Monomachos
- Kyjevská Rus – Jaroslav Moudrý